# سید هاشم احتشام‌الاولیا
سید هاشم احتشام‌الاولیا از سیاستمداران ایرانی بود، که در دوره نخست به‌عنوان نماینده حوزه انتخابیه ترشیز در مجلس شورای ملی حضور داشت.